# Grand Prix Formule 1 van Portugal 1958
De Grand Prix Formule 1 van Portugal 1958 werd gehouden op 24 augustus op  Circuito da Boavista, Oporto Het was de negende race van het seizoen.

## Uitslag
| Pos. | Nr. | Coureur                  | Constructeur  | Rondes | Tijd / Oorzaak uitval | Grid | Punten |
| ---- | --- | ------------------------ | ------------- | ------ | --------------------- | ---- | ------ |
| 1    | 2   | Stirling Moss            | Vanwall       | 50     | 2:11:27.80            | 1    | 8      |
| 2    | 24  | Mike Hawthorn            | Ferrari       | 50     | + 5:12.75             | 2    | 7S     |
| 3    | 6   | Stuart Lewis-Evans       | Vanwall       | 49     | + 1 Ronde             | 3    | 4      |
| 4    | 8   | Jean Behra               | BRM           | 49     | + 1 Ronde             | 4    | 3      |
| 5    | 22  | Wolfgang von Trips       | Ferrari       | 49     | + 1 Ronde             | 6    | 2      |
| 6    | 10  | Harry Schell             | BRM           | 49     | + 1 Ronde             | 7    |        |
| 7    | 14  | Jack Brabham             | Cooper-Climax | 48     | + 2 Rondes            | 8    |        |
| 8    | 12  | Maurice Trintignant      | Cooper-Climax | 48     | + 2 Rondes            | 9    |        |
| 9    | 16  | Roy Salvadori            | Cooper-Climax | 46     | + 4 Rondes            | 11   |        |
| DNF  | 28  | Carroll Shelby           | Maserati      | 47     | Remmen                | 10   |        |
| DNF  | 4   | Tony Brooks              | Vanwall       | 37     | Spin                  | 5    |        |
| DNF  | 20  | Graham Hill              | Lotus-Climax  | 25     | Spin                  | 12   |        |
| DNF  | 18  | Cliff Allison            | Maserati      | 15     | Motor                 | 13   |        |
| DNF  | 32  | Jo Bonnier               | Maserati      | 9      | Fysiek                | 14   |        |
| DNF  | 30  | Maria Teresa de Filippis | Maserati      | 6      | Motor                 | 15   |        |

## Statistieken
| Pole-position | Stirling Moss | Vanwall | 2:34.21 |
| Snelste ronde | Mike Hawthorn | Ferrari | 2:32.37 |

## Noot
- Dit was het debuut voor de Portuguese coureur Casimiro de Oliveira - de eerste Portugees in Formule 1.
- Eerste rondes als raceleider voor Wolfgang von Trips.
- Dit waren de 48ste, 49ste en 50ste podiumplaatsen voor een Britse coureur.

1958 · 1959 · 1960 · 1984 · 1985 · 1986 · 1987 · 1988 · 1989 · 1990 · 1991 · 1992 · 1993 · 1994 · 1995 · 1996 · 2020 · 2021